# Vercelli (cognome)
Vercelli è un cognome di lingua italiana.

## Varianti
Vercellati, Vercellese, Vercellesi, Vercellini, Vercellino, Vercellis, Vercellone, Vercelloni, Vercellono, Vercese, Vercesi.

## Origine e diffusione
Cognome tipicamente settentrionale, compare prevalentemente in Liguria e Piemonte.
Deriva dal toponimo Vercelli, in Piemonte, ad indicare il luogo d'origine del capostipite.

## Persone
- Claudio Vercelli – storico italiano
- Francesco Vercelli – idrografo italiano
- Gino Vercelli – fumettista italiano